# Расулов, Вугар Урал оглы
Вугар Урал оглы Расулов (азерб. Rəsulov Vüqar Ural oğlu; род. 5 апреля 1991, Гянджа) — азербайджанский шахматист, гроссмейстер (2011).

## Биография
Вугар Расулов является воспитанником гянджинской шахматной школы.

## Достижения
- 2010 — победитель молодёжной универсиады в Анталье (Турция).
- 2012 — чемпион Азербайджана по шахматам среди взрослых (6 побед, 2 ничьи, 1 поражение)[2].
- 2013 — серебряный призёр чемпионата Азербайджана по шахматам среди взрослых (4 победы, 2 ничьи)[3].
- 2013 — победитель международного шахматного турнира в городе Гебзе (Турция)[4].
- 2013 — победитель международного шахматного турнира «Keshan International», проходившего в городе Эдирне (Турция)[5][6].

## Статистика
Статистика игр на апрель 2014 года:
- Победы — 301
- Ничьи — 163
- Поражения — 112

## Звания
- 2007 год — мастер ФИДЕ
- 2009 год — международный мастер
- 2011 год — гроссмейстер

## Изменения рейтинга
| Графики недоступны из-за технических проблем. См. информацию на Фабрикаторе и на mediawiki.org. |